# Контрудар левого крыла Западного фронта в районе Сухиничи и Козельск
Контрудар левого крыла Западного фронта в районе Сухиничи и Козельск или Контрудар войск Западного фронта в районе Сухиничи, Козельск — фронтовая наступательная операция части сил Западного фронта, проведённая с 22 августа по 10 сентября 1942 года на левом фланге фронта. 

## Замысел операции
Замыслом командования советских войск предусматривалось проведение операции по окружению немецкой группировки, вклинившейся в расположение советских войск — «подрезав» образованный клин с востока и одновременно атаковав под его основание с запада.
По замыслу командования операцией (командующий фронтом — Г. К. Жуков):
- 3-я танковая армия, выполняя нанесение удара в направлении Сорокино, Речица, должна была выйти на рубеж Слободка, Старица и уничтожить противника в районе Бело-Камень, Глинная, Белый Верх и, соединившись с частями 16-й армии, окружить его ударную танковую группировку в районе Бело-Камень, Глинная, Гудоровский, Сорокино.
- 61-я армия своей северной группой содействовала 3-й танковой армии: атакуя на её правом фланге форсирует реку Вытебеть в районе сел Бело-Камень, Волосово, Ожигово и в дальнейшем наступает на Тростянку. Южная группа армии обеспечивает левый фланг 3-й танковой армии, наступая в направлении Леоново, Кирейково с целью выхода на фронт Уколицы, Кирейково, 1 км южнее Передель.
- 16-я армия, атакуя навстречу 61-й и 3-й танковой с рубежа Гретня, Кричина в направлении Озерны, Никитское, Отвершек, выходит на рубеж Старица, Дубна, Панево, не допускает отхода противника на юг и содействует замыканию кольца окружения.
- ввод в бой танковых корпусов производится после прорыва обороны противника пехотой 3-й танковой армии (две стрелковые дивизии), прохода с боем до 16 км и форсирования реки Вытебеть в её глубине.

## Силы сторон

### 2-я танковая армия(Германия)
Действовавшая против советских войск группа немецких войск состояла из пехотных и танковой дивизий, нескольких отдельных частей:

| - 35-й армейский корпус: - 262-я пехотная дивизия; - 293-я пехотная дивизия; - 4-я танковая дивизия; - 221-я охранная дивизия; - 53-й армейский корпус: - 25-я моторизованная дивизия; - 56-я пехотная дивизия; - 112-я пехотная дивизия; - 134-я пехотная дивизия; | - - 296-я пехотная дивизия; - 19-я танковая дивизия; - 47-й танковый корпус: - 17-я танковая дивизия; - 18-я танковая дивизия; - 208-я пехотная дивизия - 211-я пехотная дивизия - 339-я пехотная дивизия - 707-я охранная дивизия. |

### Левый фланг Западного фронта

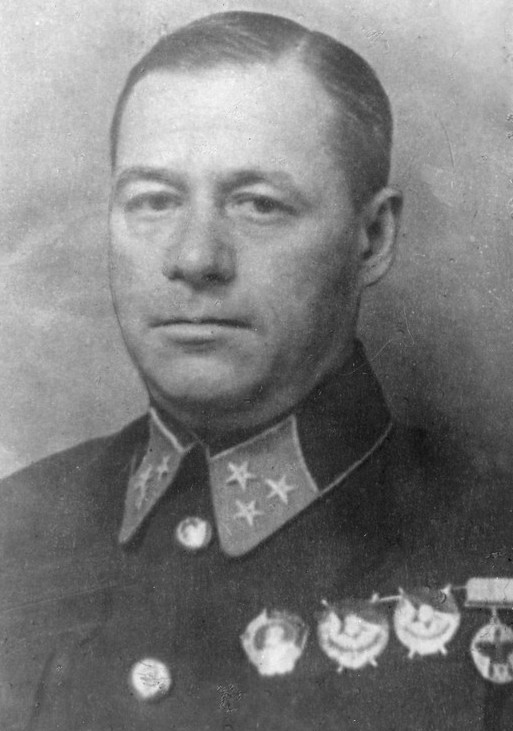
Командующий 3-й танковой армией Романенко Прокофий Логвинович

Для предстоящей операции помимо соединений и частей фронта была выделена 3-я танковая армия генерал-лейтенанта П. Л. Романенко, переброшенная из района Черни, где находилась для отражения возможного наступления противника через Орел на Москву. Для усиления ей были переданы 1-я гвардейская мотострелковая дивизия, четыре артиллерийских полка РГК, два полка гвардейских миномётов, два истребительно-противотанковых и пять зенитно-артиллерийских полков, а также другие части. Всего в 3-й танковой армии насчитывалось 60 852 человека, 436 танков (48 КВ, 223 Т-34, 3 Т-50, 162 Т-60 и Т-70), 168 бронемашин, 677 орудий и миномётов (в том числе 124 «сорокапятки»), 61 зенитная 37-мм пушка и 72 машины РСЗО. Армия была усилена также северной группой войск 61-й армии:
- 16-я армия (генерал-лейтенант И. Х. Баграмян) в составе: 5 гв. ск (11 гв. сд, 4, 19, 115, 123 сбр), 1 гв. кк (1, 2 и 7 гв. кд), 1 гв. мсд, 31 гв., 97, 322, 324, 385 сд, 41 гв. кап, 486 аап, 523, 1094 пап, 533, 696, 1171 иптап, 150 минп, 5, 31 и 240 огв. мдн, 1279, 1280 зенап, 10 тк (178, 183, 186 тбр, 11 мсбр), 6 гв., 94, 112, 146 тбр, 43 одн бронепоездов, 168 сап, 145, 243, 451 оиб.
- 61-я армия (генерал-лейтенант П. А. Белов) в составе: 9 гв. ск (12 гв. сд, 105, 108, 110, 257 сбр), 149, 342, 346, 356 сд, 12 оибр, 60 гв. кап, 67 гв., 207 аап, 2 и 5 гв., 483, 546, 702 иптап, 130 минп, 54 гв. мп, 21 и 308 огв. мдн, 1281, 1282 зенап, 3 тк (50, 51, 103 тбр, 3 мсбр), 68, 192 тбр, 10 одн бронепоездов, 875 сап, 48 пмб, 535 оиб.
- 3-я танковая армия (генерал-лейтенант П. Л. Романенко) в составе: 1 гв. мсд, 154, 264 сд, 2 гв., 995 аап, 128 гап, 1155 пап, 1172, 1245 иптап, 34, 62, 77 гв. мп, 65 и 502 огв. тмдн, 319, 470, 1265, 1274 зенап, 4, 470 озадн, 12 тк (30, 97, 106 тбр, 13 мсбр), 15 тк (105, 113, 195 тбр, 17 мсбр), 179 тбр, 8 мцп, 54 омцб, 182 оиб.

Авиационную поддержку осуществляла 1-я воздушная армия (генерал-полковник авиации С. А. Худяков) силами частей и соединений:

| - 201-я истребительная авиационная дивизия, - 202-я истребительная авиационная дивизия, - 203-я истребительная авиационная дивизия, - 234-я истребительная авиационная дивизия, - 204-я бомбардировочная авиационная дивизия, - 213-я ночная бомбардировочная авиационная дивизия, - 214-я штурмовая авиационная дивизия, - 224-я штурмовая авиационная дивизия, | - 231-я штурмовая авиационная дивизия, - 232-я штурмовая авиационная дивизия, - 233-я штурмовая авиационная дивизия, - 10-й отдельный разведывательный авиационный полк, - 713-й транспортный авиационный полк, - 1-й санитарный авиационный полк, - 20-я корректировочная авиационная эскадрилья, - 21-я корректировочная авиационная эскадрилья. |

## Подготовка операции

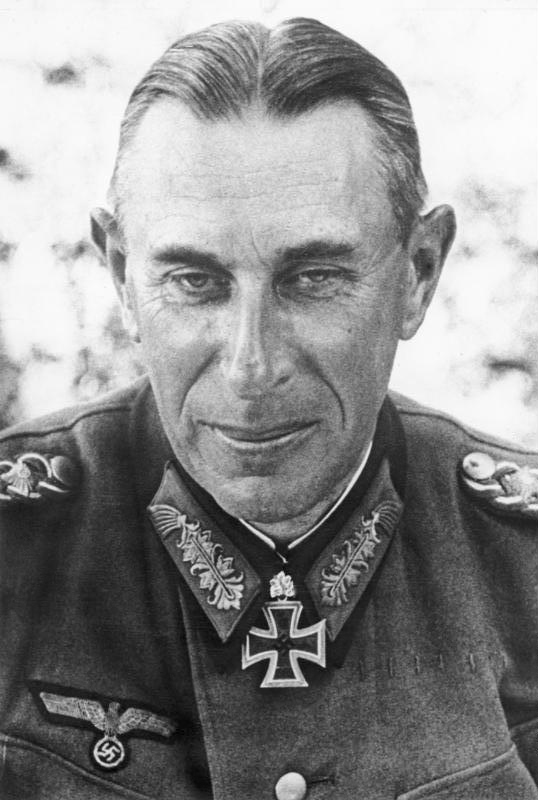
Командующий 2-й танковой армией Рудольф Шмидт

Для проведения операции проводилась перевозка 3-й танковой армии из района Чернь в район Козельска. Переброска проходила с 15 по 19 августа и велась комбинированным порядком — танки перевозились по железной дороге (всего переброшено 75 эшелонов), моторизованные и мотоциклетные части армии передвигались походным порядком, пройдя расстояние 120 км в течение четырёх суток. 25-километровый марш танковой армии из района выгрузки в исходный район для наступления был закончен к 21 августа. Сложнее обстояло дело со стрелковыми дивизиями, имевшими недостаточно автотранспорта — они прибыли на место самыми последними. Смена частей 61-й армии 154-й и 264-й стрелковыми дивизиями 3-й танковой армии, прорывающими оборону противника на участке ввода этой армии, была произведена в ночь с 20 на 21 августа.
Задачи для наступления армиям были поставлены 18 августа. Исключение составили две стрелковые дивизии 3-й танковой армии, прибывшие на место в ночь на 21 августа.

## Ход операции
Немецкое командование обнаружило готовящийся контрудар, отслеживая перемещения 3-й танковой армии, противник перешёл к обороне по южному берегу реки Жиздра. Передний край обороны 53-го армейского корпуса был усилен большим количеством противотанковых средств, минными полями, спешно вырытыми окопами и лёгкими блиндажами, а танки отведены в глубину для создания оперативного резерва. Воздушной разведкой 1-й воздушной армии были обнаружены корпусные резервы: Панево, Жилково — до двух пехотных полков с танками; Ульяново, Дурнево — скопление пехоты и танков; севернее Кирейково — до двух полков с танками. 25-я моторизованная дивизия находилась во втором эшелоне в районе Дубна, Белый Верх, Старица. Вся оборона противника опиралась на рубежи рек Жиздра и Вытебеть, сеть лощин и оврагов, а населённые пункты были превращены в укреплённые узлы.

### 22 августа 1942 г.
16-я армия на правом фланге и в центре обороняла прежние позиции, на левом фланге в 06.15 22.8 перешла в наступление с рубежа Чернышино, Дретово в южном направлении.
322 сд форсировала р. Жиздра и вела бой в лесу (1,5 км юго-вост. Чернышино).
7 гв. кд вела наступление, медленно продвигаясь в направлении Озерны. Дивизия правым флангом вышла к перекрестку просек (3 км вост. Чернышино), а левым флангом в лес (0,5 км юго-вост. Коща).
2 гв. кд к 11.00 22.8 форсировала р. Жиздра в районе восточнее Климова (24 км южн. Сухиничи) и к 15.00 вела бои за расширение плацдарма на правом берегу р. Жиздра.
11 гв. сд, перейдя в наступление с занимаемого рубежа, до 10.00 22.8 продвижения не имела.
326 сд вела бой с пехотой и танками противника в районе южнее Алешинка.
10 тк овладел Поляна и вел бой в 300 м севернее Кутиково и Колосово, встречая упорное сопротивление противника.
1 гв. кд частью сил совместно с отрядом 346 сд овладела зап. частью леса (южн. Дретово) и вела бой в 0,5 км севернее Колосово, другой частью сил вела бой в 0,5 км юго-восточнее леса (южн. Дретово).
Положение остальных частей армии оставалось без изменений.
61-я армия в 06.15 22.8, после полуторачасовой артиллерийской обработки позиций противника, перешла в наступление двумя группами.
Северная группа (3 тк, 342 сд, 105 сбр) перешла в наступление с рубежа Кричина, (иск.) Кумово, Сметские Выселки в направлении Мушкань, Сметская (28 км южн. Козельск). Бои шли за овладение Мушкань, Сметская.
Южная группа (12 гв. сд, 257 сбр) перешла в наступление с рубежа (иск.) Железница, Громоздово, Касьяново в направлении Железница, Передель. К 17.00 22.8 бои шли в центре Железница, на сев. окр. Леоново и Передель.
3-я танковая армия в 06.15 22.8, после полуторачасовой артиллерийской обработки позиций противника, перешла в наступление и занимала положение:
154 и 264 сд к 12.00 вышли на рубеж зап. опушка ур. Большой, выс. 250,2, вост. окр. Госьково;
264 сд вела наступление и в 12.00 овладела Озерна; в дальнейшем с 12 тк – Госьково и Озеренский.
15 тк частями 17 мсбр и 195 тбр к 11.00 головой колонны вышел в район Сметские Выселки; 105 и 113 тбр находились на исходных позициях в лесу, что в 1 км сев.-зап. Новогрынь (22 км зап. Белев);
12 тк к 12.00 сосредоточен в районе 1 км сев. и юго-зап. Госьково. 97 тбр овладела Богдановка (26 км юго-зап. Белев).
179 тбр и 1 гв. мсд находились в районе 1 – 4 км сев.-вост. и юго-вост. Хряпкино (18 км сев.-зап. Белев).

### 23 августа 1942 г.
16-я армия левофланговыми частями в течение дня 23.8 вела наступательные бои, но, встречая сильное огневое сопротивление и контратаки противника, успеха не имела.
Части 11 гв. сд и 350 сд отбили контратаку противника силою до батальона пехоты с 12 танками из района Восты. Уничтожено 8 танков противника.
Части 1 гв. кд с 112 тбр во второй половине дня 23.8 выбили противника из леса в 1,5 км юго-вост. Дретово (20 км юго-зап. Козельск). Бои шли в районе Поляна, сев. окр. Колосово.
61-я армия частями ударной группы (12 гв. сд, 68 тбр, 110 и 257 сбр) к 07.00 23.8 овладела районом высот 254,7, 250,9, Железница, Передель (19 км юго-зап. Белев). Противник оказывал сильное огневое сопротивление и неоднократно переходил в контратаки. 110 сбр с частями 257 сбр вела бой за Поздняково. 149 сд (без одного сп) во второй половине дня 23.8 вышла в район Громоздово, Брежнево, имея задачу перейти в наступление.
3-я танковая армия вела ожесточенные бои на фронте Сметская, Мызин, Богдановка, МТФ (26 км юго-зап. Белев). Часть сил армии вышла к р. Вытебеть в районе Слободка и приступила к форсированию реки.
154 сд с частями 105 тбр в 12.00 23.8 вела бой за Сметская и в лесу (1 км сев.-зап. Мызин). Были освобождены Сметские Выселки.
264 сд частью сил вела бой за Мызин. Остальные части дивизии вели бой на рубеже Богдановка, МТФ.

### 24 августа 1942 г.
16-я армия на правом фланге и в центре обороняла прежние позиции, на левом фланге вела наступательные бои, встречая сильное огневое сопротивление противника.
1 гв. кк наступал в направлении Озерны, но, встретив сильное огневое сопротивление противника, до 15.00 24.8 успеха не имел и вел бой на ранее занимаемых позициях.
217 и 326 сд наступали с рубежа Ивановка, Колодезы в юго-восточном направлении вдоль р. Жиздра и к исходу дня 24.8 продвинулись до 1 км, выйдя на рубеж лес 1 км сев.-зап. Гретня, лес в 1,5 км юго-вост. Колодезы.
Части 10 тк овладели Полошково (30 км юго-вост. Сухиничи) и ворвались в Воробьево, где вели бой с противником.
Положение остальных частей армии оставалось без изменений.
61-я армия частями правого фланга и центра, после короткой артиллерийской обработки позиций противника, в 06.00 24.8 возобновила наступление и, преодолевая сильное огневое сопротивление противника и отражая его контратаки, имела незначительное продвижение.
3 мсбр и 103 тбр, отбив две контратаки противника, частью сил форсировали р. Вытебеть и вели бой на северо-восточной окраине Белокамень (23 км юго-зап. Козельск).
342 сд, полк 149 сд и 51 тбр вели бой в районе Мушкань, Ожигово, встречая сильное огневое сопротивление с западного берега р. Вытебеть. Части дивизии успеха в наступлении не имели.
105 сбр вела бой за овладение Сметская.
12 гв. сд и 68 тбр, отразив две контратаки противника силою до батальона пехоты с 8 танками каждая, вели бой на юго- западных скатах высоты 254,7 (24 км юго-зап. Белев). 149 сд, отразив контратаку противника силою до батальона пехоты с 8 танками, правофланговыми частями вышла к безымянному ручью в 1,5 км южнее Железница, а левофланговыми частями вела бой за овладение Леоново (19 км юго-зап. Белев).
9 гв. ск и 110 сбр, продолжая наступление, овладели восточными скатами высоты 253,3 и вели бой за овладение Леоново.
257 сбр частью сил вела бой за овладение Поздняково, продолжая удерживать на левом фланге Митрохин (18 км юго-зап. Белев).
3-я танковая армия в течение 24.8 продолжала вести упорные бои с противником за овладение Слободка, Дебри, Дурнево и в районе Госьково, Богдановка.
В положении частей армии существенных изменений не произошло.

### 25 августа 1942 г.
На левом крыле фронта (16, 61-я и 3-я танковая армии) противник в течение 25.8 многочисленными контратаками, поддержанными танками и массированными ударами авиации, стремился остановить наступающие части наших армий. Особую активность противник проявлял в районах Гретня, Железница, Леоново и Передель. Только в этих районах нашими частями за день 25.8 было отбито 18 контратак противника.
В 09.00 25.8 противник овладел Передель (18 км юго-зап. Белев).
3 тк с приданными частями вошёл в состав 3-й танковой армии.

### 26 августа 1942 г.
16-я армия на правом фланге и в центре обороняла прежние позиции, на левом фланге вела наступление, встречая сильное огневое сопротивление противника.
1 гв. кк в 05.00 26.8 возобновил наступление и к исходу дня занимал положение:
322 сд вела бой на рубеже сев. часть поляны (2 км юго-вост. Чернышино), изгиб дороги (0,5 км сев.-зап. Озерны);
7 кд вела бой на рубеже просеки, проходящей в 3 км восточнее Чернышино, один её полк находился на левом берегу р. Жиздра в районе озера (1,5 км юго-вост. Коща);
2 кд утром 26.8 отразила две контратаки противника и к исходу дня разведгруппами овладела районом стыка просек (1,5 км юго-зап. Гретня).
Группа генерала Галанина (217 и 326 сд) с 09.00 26.8 возобновила наступление, к 19.00 овладела Гретня (25 км южн. Сухиничи) и полностью очистила от противника лесной массив (южн. Алешинка). Противник в этом лесном массиве оставил большое количество трупов своих солдат и офицеров, ручного оружия, подбитых и сгоревших танков. 217 сд была освобождена Гретня.
Группа генерала Трубникова (1 гв. кд, часть сил 346 сд) овладела Колосово, Бело-Камень (33 – 35 км юго-вост. Сухиничи).
3-я танковая армия в первой половине дня 26.8 производила перегруппировку и частью сил вела наступательные бои.
3 тк совместно с частями 342 сд вел бой на восточном берегу р. Вытебеть на участке Кричина, Мушкань.
105 сбр обороняла восточный берег р. Вытебеть на участке Ожигово, Жуково (34 км зап. Белев).
1 гв. мсд частью сил вела бой за овладение Сметская, а остальными силами, после боев в районе Слободка, отошла в район высоты 200,4 (32 км юго-зап. Белев), где продолжала вести бой.
15 тк находился на марше в назначенный ему район.
12 тк сосредоточен в новом районе.
264 сд занимала южную и юго-западную окраины Госьково, где продолжала вести огневой бой с противником.
61-я армия частями 149 сд, 110 сбр и 192 тбр в 06.00 26.8 возобновила наступление в направлении Леоново (20 км юго-зап. Белев), но, встретив сильное огневое сопротивление и контратаки противника, продвижения не имела и оставалась на ранее занимаемых рубежах.

### 27 августа 1942 г.
16-я армия левофланговыми частями с утра 27.8 возобновила наступление и, преодолевая сильное огневое сопротивление и контратаки противника, медленно продвигалась вперед.
217 сд к 16.00 27.8 вела бой на опушке леса южнее Гретня.
326 сд, форсировав р. Жиздра, к 15.00 27.8 вела бой в районе Глинная (29 км юго-вост. Сухиничи).
11 гв. сд одним полком удерживала Восты, остальными силами вела бой за Глинная.
3-я танковая армия на правом фланге и в центре оборонялась на рубеже Бело-Камень, Мушкань, Сметская, левофланговыми частями вела бой в районе выс. 200,4, Мызин и в 12.00 27.8 занимала положение:
3 тк. 103 тбр, 3 мсбр обороняли Бело-Камень;
342 сд, 51 тбр и 105 сбр оборонялись по вост. берегу р. Вытебеть на рубеже (иск.) Бело-Камень, (иск.) Сметская. Положение 50 тбр уточняется.
1 гв. мсд занимала оборону на рубеже Сметская, (иск.) выс. 200,4 (30 км юго-зап. Козельск) и частью сил вела бои за овладение районом высот 200,4, 257,2.
154 сд занимала прежнее положение и частью сил вела бои в районе выс. 257,2.
15 тк к 06.00 27.8 сосредоточен в новом районе.
12 тк: 13 мсбр после боя отошла к оврагу сев.-зап. Госьково.
30 тбр с 07.00 27.8 вела бой на опушке леса, что западнее Мызин (23 км юго-зап. Белев).
97 тбр вела бой за Мызин.
106 тбр сосредоточена в новом районе.
179 тбр оборонялась в районе выс. 252,2 (1км зап. Госьково).
264 сд занимала оборону на рубеже (иск.) выс. 252,2, юго-зап. окр. Госьково.
61-я армия частью сил (149 сд, 110 сбр и 192 тбр) с 06.00 27.8 возобновила наступление с задачей овладеть Леоново (20 км юго-зап. Белев) и районом выс. 253,3.
110 сбр группой, численностью 50 человек с 5 танками, ворвалась в Леоново, главные силы бригады остановлены сильным артминогнем противника в 200 м восточнее этого пункта.
Положение остальных частей армии оставалось без изменений.

### 28 августа 1942 г.
16-я армия на правом фланге и в центре занимала прежние позиции, левофланговыми частями, после частичной перегруппировки, в 14.15 28.8 возобновила наступательные бои, встречая сильное огневое сопротивление противника.
1 гв. кк частью сил вел наступательные бои, но, встретив сильное огневое сопротивление и инженерные заграждения противника, успеха не имел и оставался на ранее занимаемых позициях.
5 гв. ск наступал в направлениях Глинная, Панево, (28 – 30 км юго-вост. Сухиничи). Бои шли в 1 км севернее Глинная и в районе стыка дорог (1,5 км сев.-вост. Панево).
Группа генерала Галанина (10 тк, 4 сбр, 1 гв. кд, 342 сд, 9 тк, 9 иптбр) наступала в общем направлении на Тростянка (27 км юго-зап. Козельск). Части группы к 17.00 28.8 овладели Воробьево Радихово (26 – 27 км юго-зап. Козельск).
61-я армия в течение 28.8 вела огневой бой с противником на прежних рубежах. 192 тбр к утру 28.8 сосредоточилась в районе Надежда (15 км юго-зап. Белев).
3-я танковая армия частью сил во второй половине дня 28.8 возобновила наступление и частями 3 тк и 1 гв. мсд овладела Волосово. Передовые танковые части армии к 18.00 28.8 подошли к району МТФ (2 км юго-западнее Госьково).

### 29 августа 1942 г.
16-я армия на правом фланге и в центре занимала прежние позиции, левофланговыми частями в течение дня 29.8 вела наступательные бои, но, встречая сильное огневое сопротивление и контратаки противника, успеха не имела.
Части 11 гв. сд, в результате контратак противника силою до батальона пехоты с танками, в 04.00 29.8 оставили Воробьево (28 км юго-зап. Козельск).
Части 4 сбр 5 гв. ск отошли на северную окраину Радихово (26 км юго-зап. Козельск), где вели бой.
3-я танковая армия, встречая сильное огневое сопротивление и контратаки противника, в течение дня 29.8 вела бои на прежних рубежах.
Части 3 тк под давлением противника в первой половине дня 29.8 оставили Волосово. Бои шли на северной и сев.-вост. окр. этого пункта.
Части 15 тк ворвались в Леоново (20 км юго-зап. Белев), где встретили сплошное минное поле и сильный артогонь противника. После безуспешной попытки разминировать минное поле, части корпуса были отведены в район Паком (18 км юго-зап. Белев).
61-я армия частями правого флага и центра вела наступательные бои в юго-западном направлении, но, встретив сильное огневое сопротивление и контратаки противника, продвижения не имела. Положение частей армии оставалось без изменений.

### 30 августа 1942 г.
16-я армия оставалась на ранее занимаемых позициях и укрепляла их. Противник вел артминометный огонь по боевым порядкам частей армии.
3-я танковая армия продолжала занимать прежние позиции. Частями армии отбито две контратаки противника силою до батальона пехоты каждая из районов Волосово, Госьково.
61-я армия в течение дня 30.8 отбила контратаки противника: силою до пп с 40 танками из района Озеренский, силою до батальона пехоты с 20 танками из района Леоновский и силою до батальона пехоты с 20 танками из района Леоново. Уничтожено до 500 немцев. Сожжено 5 и подбито 6 танков противника. Взято в плен 6 солдат, принадлежащих частям 293 и 192 пд противника.

### 31 августа 1942 г.
16, 61-я армии и 3-я танковая армия, оставаясь на прежних позициях, вели разведку и производили частичную перегруппировку сил.

### 1 сентября 1942 г.
16-я армия обороняла ранее занимаемые позиции и частью сил вела наступательные бои с противником, закрепившимся в районе болота 2 км зап. Гретня.
2 гв. кд частью сил наступала в направлении отм. 168,9 (26 км южн. Сухиничи), но, встретив сильное огневое сопротивление противника, успеха не имела.
Части 7 гв. кд в 05.30 1.9 перешли в наступление в направлении сада, 2,5 км зап. Гретня. Передовые отряды дивизии форсировали р. Жиздра в районе сада, но, встретив сильное огневое сопротивление, отошли на зап. берег реки.
217 сд частью сил, совместно с частями 1 гв. кк, вела наступательные бои в районе болота, 2 км зап. Гретня. Противник оказывал сильное огневое сопротивление.
В положении остальных частей армии существенных изменений не произошло.
61-я армия обороняла ранее занимаемые позиции и на правом фланге производила частичную перегруппировку сил.
12 гв. сд передала свой участок частям 149 сд и частью сил сосредоточилась в районе Госьково, Озерна (22 км юго-зап. Белев).
149 сд заняла рубеж обороны сев. скаты выс. 254,7 (24 км юго-зап. Белев), безым. ручей в 1,5 км южн. Железница, 0,5 сев.-зап. Леоново.
105 сбр передала свой участок частям 3 тк и сосредоточилась в районе 8 Марта, Холм, Куреньтяево (14 км юго-зап. Белев).
3-я танковая армия продолжала занимать и укреплять прежние позиции и на левом фланге заканчивала перегруппировку сил.
Частями фронта за 31.8 уничтожено до 900 немцев.

### 2 сентября 1942 г.
16-я армия, произведя частичную перегруппировку сил, в 15.45 2.9 возобновила наступление и к 19.00 вела бои за Глинная, Дудино, Воробьево, Кутиково, Радихово. Положение частей армии уточняется.
3-я танковая армия частью сил в 14.00 2.9 с фронта Бело-Камень, Мушкань, Сметская, выс. 200,4 перешла в наступление в направлении Перестряж, Белый Верх. Противник с зап. берега р. Вытебеть оказывал сильное огневое сопротивление.
3 тк с 342 сд вел бой за Волосово. 264 сд вела бой за переправы на р. Вытебеть на участке Мушкань и лес южн. этого пункта.
1 гв. мсд правофланговыми частями вела бой за переправы у Жуково.
154 сд, наступая в направлении Дебри, к 17.00 2.9 вела бой на зап. скатах выс. 216,5.
15 тк сосредоточился в новом районе.
Положение остальных частей армии без изменений.
61-я армия частями центра во второй половине дня 2.9 перешла в наступление и к 20.00 вела бои за Леоново, Передель.
12 гв. сд сменив части 264 сд, занимала оборону на рубеже (иск.) МТФ (0,5 км южн. Озеренский), сев. и сев.-вост. скаты выс. 250,2, сев. cкаты выс. 254,7.
149 сд, частью сил во взаимодействии с частями 110 сбр, в 16.00 2.9 перешла в наступление в направлении Леоново.
257 сбр правофланговыми частями вела бой за Передель. В положении остальных частей армии изменений не произошло.

### 3 сентября 1942 г.
16-я армия на правом фланге занимала прежние позиции, в центре и на левом фланге вела наступательные бои, но, встретив сильное огневое сопротивление и неоднократные контратаки противника, до 15.00 3.9 продвижения не имела.
Группа генерала Трубникова вела ожесточенные бои у сев. окр. Кутиково, Радихово (27 км юго-зап. Козельск).
10 мсбр и 95 тбр вели бой с пехотой и танками противника, перешедшими в контратаку на выс. 182,8.
4 сбр и 187 тбр отбивали атаки танков противника из районов Кутиково на Поляны.
1 гв. кд в результате контратаки танков противника отошла на 500 – 600 м сев. Радихово.
В положении остальных частей армии существенных изменений не произошло.
61-я армия частями 12 гв. сд, 149 сд и 9 гв. ск вела ожесточенные бои за овладение выс. 250,2, выс. 250,9, Леоново, Передель. Противник оказывал сильное огневое сопротивление. Положение частей армии без существенных изменений.
3-я танковая армия частью сил в 15.00 3.9 возобновила наступление в направлении Перестряж, Белый Верх (30 – 33 км юго-зап. Козельск), встречая сильное огневое сопротивление противника.
3 тк частью сил вел бой на сев. окр. Волосово, а остальными силами выводился в новый район сосредоточения.
342 сд совместно с частями 113 тбр 15 тк вела ожесточенный бой за овладение Волосово.
264 сд совместно с частями 17 мсбр и 195 тбр 15 тк к 14.00 3.9 овладели Ожигово (27 км юго-зап. Козельск) и вела наступление в направлении Перестряж и сев. окр. Жуково.
105 тбр находилась на переправе через р. Вытебеть у Ожигово.
1 гв. мсд переправила одну роту на зап. берег р. Вытебеть в районе 0,5 км сев. Жуково.
8 мцп, 54 омцб и 13 мсбр вели упорный бой за овладение МТФ (0,5 км южн. Озеренский). Положение остальных частей армии без изменений.

### 4 сентября 1942 г.
16, 61-я армии и 3-я танковая армия, оставаясь на прежних позициях, частью сил на отдельных участках отбивали контратаки противника силою от роты до батальона с 10 –20 танками. В положении частей армий изменений не произошло.

### 5 сентября 1942 г.
16, 61-я армии и 3-я танковая армия в течение 5.9 оставались на ранее занимаемых позициях и укрепляли их.

### 6 сентября 1942 г.
16-я армия в течение 6.9 оставалась на ранее занимаемых позициях, укрепляла их и вела разведку.
3-я танковая армия на правом фланге частью сил во второй половине дня 6.9 перешла в наступление, имея задачей овладеть Жуково, Волосово (28 – 25 км юго-зап. Козельск).
17 мсбр к 17.00 6.9 полностью овладела Волосово и продолжала вести бой в 1 – 1,5 км сев.-вост. Тростянка (27 км юго-зап. Козельск).
264 сд частью сил с 195 тбр 15 тк перешла в наступление в направлении Тростянка. Результаты боя выясняются.
1 гв. мсд одним полком вела бой за Жуково; два других полка, приняв участок обороны от частей 154 сд, занимали оборону на рубеже Сметская, выс. 216,5, (иск.) выс. 257,2 (30 км юго-зап. Белев).
154 сд двумя полками в первой половине дня 6.9 сосредоточилась в районе Сметская, третий полк оставался в прежнем районе.
61-я армия, оставаясь на прежних позициях, укрепляла их, вела разведку и производила частичную перегруппировку сил.
342 сд двумя полками к 08.00 6.9 сосредоточилась в районе леса зап. Новогрынь (22 км юго-зап. Белев). Третий полк дивизии продолжал передачу участка обороны частям 17 мсбр.
105 сбр, приняв боевые участки от частей 110 и 257 сбр, занимала оборону на рубеже Громоздово, вост. окр. Передель, (иск.) Митрохин (18 км юго-зап. Белев).
110 сбр сосредоточилась в районе Куреньтяево, Холм (12 – 14 км юго-зап. Белев).
257 сбр сосредоточилась в районе Карловские Выселки (12 км юго-зап. Белев). Положение остальных частей армии без изменений.

### 7 сентября 1942 г.
16-я армия.
217 сд к 05.00 7.9 приняла боевой участок от частей 7 гв. кд и занимала рубеж — болото в 2 км зап. Гретня, южн. окр. Гретня, озеро, что в 1 км юго-вост. этого пункта.
7 гв. кд сосредоточилась в лесу в 1 км южн. Красная Заря (23 км южн. Сухиничи).
Части 11 гв. сд с утра 7.9 возобновили бой за овладение Воробьево (27 км юго-зап. Козельск) и к 16.00 выбили противника из этого пункта.
4 сбр с утра 7.9 перешла в наступление и, сломив сопротивление противника, к 14.00 овладела Кутиково (26 км юго-зап. Козельск).
1 гв. кд совместно с частями 10 мсбр к 14.00 7.9 овладела Радихово, а к исходу дня выбила противника из Тростянка.
В положении остальных частей армии существенных изменений не произошло.
3-я танковая армия правофланговыми частями во второй половине дня 7.9 перешла в наступление на участке Волосово, Ожигово и к 20.00 продвинулась на 1,5 км в юго-зап. направлении.
61-я армия продолжала занимать прежнее положение.

### 8 сентября 1942 г.
16-я армия на правом фланге и в центре занимала прежние позиции; частью сил левого фланга с утра 8.9 возобновила наступление в прежнем направлении, но, встретив сильное огневое сопротивление противника, продвижения не имела.
5 гв. ск. 11 гв. сд двумя полками к 16.00 8.9 вела бой у сев. и сев.-вост. опушки леса вост. Дудино (28 км юго-зап. Козельск).
4 сбр во взаимодействии с третьим полком 11 гв. сд вела бой на безым. высоте в 1 км сев.-вост. Серая (29 км юго-зап. Козельск). 1 гв. кд вела бой у оврага в 0,5 км юго-зап. Тростянка.
Положение остальных частей армии без изменений.
61-я армия занимала прежнее положение и производила частичную перегруппировку сил. 342 сд двумя полками во второй половине дня 8.9 вышла в район Вейно, Побуж, где заняла оборону по р. Вырка. Третий полк дивизии к 07.00 8.9, сменив части 264 сд, занимал оборону на рубеже выс. 257,2, южн. опушка леса сев. Мызин и зап. Озеренский (24—28 км юго-зап. Белев).
Положение остальных частей армии без изменений.
3-я танковая армия правофланговыми частями с утра 8.9 возобновила наступление в направлении Перестряж, Бродок, Жуково (26—27 км юго-зап. Козельск), но, встретив упорное сопротивление противника, продвижения не имела.
15 тк (113, 195 тбр и 17 мсбр) к 17.00 8.9 вел бой за Перестряж.
246 сд вела бой на прежнем рубеже.
1 гв. мсд одним полком вела бой за Жуково, остальные части оборонялись на прежнем рубеже.
154 сд к исходу дня 8.9 сосредоточилась в районе Сметские Выселки и лес сев. этого пункта.

### 9 сентября 1942 г.
16-я армия продолжала занимать прежние позиции, укрепляла их и вела боевую разведку. 1 гв. кк (16-я армия) выведен в армейский резерв.
61-я армия. 12 гв. сд с полком 342 сд обороняла рубеж (иск.) выс. 257,2, выс. 250,4, Озеренский, сев. скаты выс. 250,2, сев. скаты безым. высоты (1 км южн. Госьково).
346 сд выбыла из состава войск армии и находилась в движении в новый район сосредоточения.
3-я танковая армия правофланговыми частями в 15.30 9.9 возобновила наступление в направлении Перестряж, в центре и на левом фланге занимала прежние позиции и укрепляла их.
15 тк (без 195 тбр) к 17.00 9.9 вел бой за овладение Перестряж.
195 тбр сосредоточена в районе 0,5 км сев. Жуково (32 км зап. Белев).
264 сд двумя полками находилась в 0,5 км вост. Перестряж, а одним полком обеспечивала левый фланг наступающих частей армии со стороны Марьино, Жуково.

### 10 сентября 1942 г.
16-я и 61-я армии продолжали занимать прежние позиции, укрепляли их и вели боевую разведку.
3-я танковая армия обороняла занимаемые позиции, вела разведку и на правом фланге производила частичную перегруппировку сил с целью создания глубины обороны.

## Потери
Германия:
2-я танковая армия за период 21—31 августа 1942 года потеряла 1675 человек убитыми, 7202 раненными и 349 пропавшими без вести, а с 1 по 10 сентября 1942 — соответственно 612, 2825 и 203.
За период 21—31 августа захвачено в плен 5091 советских бойцов и командиров, а 695 человек перешло на сторону немцев добровольно, с 1 по 10 сентября 1942 года — соответственно 706 и 875.
СССР:
Согласно исследованию Россия и СССР в войнах XX века: Статистическое исследование. Под общей редакцией кандидата военных наук, профессора АВН генерал-полковника Г. Ф. Кривошеева. — М.:  ОЛМА-ПРЕСС,  2001 в ходе контрудара войска Западного фронта (16-я, 61-я армии, 3-я танковая и 1-я воздушная армии)  р-не Сухиничи, Козельск (22 - 29 августа 1942 г.) потеряли 34549 человек, из которых 12134 безвозвратные потери и 22415 раненными.

## Итоги операции
В результате проведения операции войска Западного фронта вышли на рубеж Глинная, Жуково, Госьково, Передель, продвинувшись в глубину территории, занятой противником, на 6-8 км. Осуществить прорыв немецкого фронта с выходом на оперативный простор и окружением сил 2-й немецкой танковой армии советским войскам не удалось. Причин тому несколько. Во-первых, низкая тактическая эффективность советской пехоты, крайне слабо использовавшей стрелковое вооружение для ведения огня на подавление (средний расход боеприпасов составлял всего 3 патрона на винтовку). Сказывалось отсутствие у бойцов и младших командиров РККА навыков тактической организации боя с применением штурмовых групп. Во-вторых, масштабное применение артиллерии (в немецких ЖБД встречалось сравнение с Западным фронтом Первой Мировой войны) без должного эффекта приводило к мысли, что всех огневых точек огнем орудий подавить не удастся. Наконец, массированное примение танков тоже не давало ожидаемого эффекта. Это было связано как с недостаточными характеристиками самих танков (помимо Т-34, массово применялись легкие Т-60), так и с появлением у немцев эффективных 75-мм орудий PAK-40 и самоходных орудий Marder, способных поражать Т-34 и КВ: танки перестали быть бронированным щитом пехоты.
Все это привело к тому, что сосредоточенные немецкие танковые и моторизованные части сумели "запечатать" наметившийся прорыв. Однако, этот безусловный оперативный успех обернулся для немцев сковыванием их танковых частей на Сухиничском выступе и их существенными потерями в технике. Невозможность отзыва танковых частей на другие участки фронта имело долгосрочные неблагоприятные стратегические последствия.